# Винтарјевец
Винтарјевец (словен. Vintarjevec) је насељено место у општини Шмартно при Литији, Средњесловенска регија, Словенија.

## Историја
До територијалне реорганизације у Словенији био је у саставу старе општине Литија.

## Становништво
У попису становништва из 2011. године, Винтарјевец је имао 160 становника.
| Број становника према пописима | Број становника према пописима | Број становника према пописима |
| ------------------------------ | ------------------------------ | ------------------------------ |
| 1991                           | 2002                           | 2011                           |
| 136                            | 150                            | 160                            |